# 桜田駅
桜田駅（さくらだえき）は、北海道釧路市桜田（旧・字湯波内 ゆっぱない）にあった、雄別鉄道雄別本線の駅である。同線の廃止とともに廃駅となった。

## 概要
周辺の農家による利用や木材搬出のため、路線開通時に駅が開設された。当初は交換駅であったが、1956年（昭和31年）に列車交換の設定が無くなり、場内信号機も撤去された。
当駅の北側の丘陵に山桜の林があったため、毎年その時節には雄別炭山駅から当駅まで花見の臨時列車が運転されていた。「桜」と、周辺に多かった稲作用の「田」を合わせて集落が「桜田」と呼ばれるようになり、駅名も改称された。

## 歴史
- 1925年（大正14年）9月20日：雄別炭礦鉄道 湯波内駅として開業[1]。一般駅。
- 1956年（昭和31年）3月21日：桜田駅に改称。
- 1970年（昭和45年）4月16日：当路線廃止に伴い廃駅[1]。

## 駅構造
駅舎と貨物積卸線、木造の島式ホーム1面2線を有していた。ホームへは構内踏切で連絡していた。

## 隣の駅
雄別鉄道
雄別本線
山花駅 - 桜田駅 - 阿寒駅